# Coppa Europa di sci alpino 2009
La Coppa Europa di sci alpino 2009 fu la 38ª edizione della manifestazione organizzata dalla Federazione Internazionale Sci; ebbe inizio il 4 novembre 2008 ad Amnéville, in Francia, e si concluse il 14 marzo 2009 a Crans-Montana, in Svizzera.
In campo maschile furono disputate 32 delle 35 gare in programma (7 discese libere, 5 supergiganti, 8 slalom giganti, 10 slalom speciali, 2 supercombinate), in 17 diverse località. L'austriaco Florian Scheiber si aggiudicò la classifica generale; lo svizzero Patrick Küng vinse la classifica di discesa libera, il ceco Petr Záhrobský quella di supergigante, l'italiano Alexander Ploner quella di slalom gigante, lo svedese Mattias Hargin quella di slalom speciale e l'italiano Hagen Patscheider quella di combinata. L'austriaco Marcel Hirscher era il detentore uscente della Coppa generale.
In campo femminile furono disputate 30 delle 35 gare in programma (5 discese libere, 4 supergiganti, 8 slalom giganti, 10 slalom speciali, 3 supercombinate), in 17 diverse località. L'austriaca Karin Hackl si aggiudicò sia la classifica generale, sia quella di slalom gigante; le sue connazionali Stefanie Moser e Margret Altacher vinsero rispettivamente quelle di discesa libera e di supergigante, la tedesca Marianne Mair quella di slalom speciale e la svizzera Jessica Pünchera quella di combinata. La svizzera Lara Gut era la detentrice uscente della Coppa generale.

## Uomini

### Risultati
| Data             | Località       | Nazione     | Spec. | Primo                           | Secondo             | Terzo                                 |
| ---------------- | -------------- | ----------- | ----- | ------------------------------- | ------------------- | ------------------------------------- |
| 4 novembre 2008  | Amnéville      | Francia     | SL    | Kjetil Jansrud                  | Alexandre Anselmet  | Andreas Romar                         |
| 6 novembre 2008  | Landgraaf      | Paesi Bassi | SL    | Hans Olsson                     | Christof Innerhofer | Patrick Bechter                       |
| 2 dicembre 2008  | Reiteralm      | Austria     | GS    | Marcel Hirscher                 | Kryštof Krýzl       | Christoph Nösig                       |
| 3 dicembre 2008  | Reiteralm      | Austria     | SL    | Reinfried Herbst                | Mattias Hargin      | Patrick Bechter                       |
| 4 dicembre 2008  | Reiteralm      | Austria     | SG    | Florian Scheiber Petr Záhrobský |                     | Joachim Puchner                       |
| 11 dicembre 2008 | San Vigilio    | Italia      | GS    | Alexander Ploner                | Marcus Sandell      | Christoph Nösig                       |
| 17 dicembre 2008 | Patscherkofel  | Austria     | DH    | Patrick Küng                    | Bryon Friedman      | Max Franz                             |
| 19 dicembre 2008 | Obereggen      | Italia      | SL    | Reinfried Herbst                | Manfred Pranger     | Giuliano Razzoli                      |
| 20 dicembre 2008 | Pozza di Fassa | Italia      | SL    | Mattias Hargin                  | Reinfried Herbst    | Giuliano Razzoli                      |
| 9 gennaio 2009   | Wengen         | Svizzera    | DH    | Max Franz                       | Stephan Keppler     | Tobias Stechert                       |
| 10 gennaio 2009  | Wengen         | Svizzera    | DH    | Stephan Keppler                 | Tobias Stechert     | Jonas Fravi                           |
| 14 gennaio 2009  | Oberjoch       | Germania    | GS    | Philipp Schörghofer             | Kjetil Jansrud      | Wolfgang Hell                         |
| 15 gennaio 2009  | Oberjoch       | Germania    | SL    | Reinfried Herbst                | Marc Gini           | Felix Neureuther                      |
| 16 gennaio 2009  | Oberjoch       | Germania    | SL    | Mattias Hargin                  | Marc Gini           | Michael Janyk                         |
| 21 gennaio 2009  | Courchevel     | Francia     | SL    | Thomas Mermillod Blondin        | Sandro Viletta      | Kilian Albrecht                       |
| 28 gennaio 2009  | Les Orres      | Francia     | DH    | Patrick Küng                    | Max Franz           | Vitus Lüönd                           |
| 28 gennaio 2009  | Les Orres      | Francia     | DH    | Patrick Küng                    | Vitus Lüönd         | Dominik Paris                         |
| 29 gennaio 2009  | Les Orres      | Francia     | SC    | annullata                       | annullata           | annullata                             |
| 29 gennaio 2009  | Les Orres      | Francia     | DH    | annullata                       | annullata           | annullata                             |
| 30 gennaio 2009  | Les Orres      | Francia     | SG    | Petr Záhrobský                  | Olivier Brand       | Florian Scheiber                      |
| 4 febbraio 2009  | La Molina      | Spagna      | GS    | Philipp Schörghofer             | Jukka Leino         | Alexander Ploner                      |
| 5 febbraio 2009  | Soldeu         | Andorra     | GS    | Philipp Schörghofer             | Jukka Leino         | Stephan Görgl                         |
| 6 febbraio 2009  | Soldeu         | Andorra     | GS    | Stephan Görgl                   | Omar Longhi         | Christoph Nösig                       |
| 12 febbraio 2009 | Sarentino      | Italia      | SC    | Bernhard Graf                   | Hagen Patscheider   | Michael Gufler                        |
| 12 febbraio 2009 | Sarentino      | Italia      | DH    | Patrick Staudacher              | Gašper Markič       | Dominik Paris                         |
| 12 febbraio 2009 | Sarentino      | Italia      | SG    | Petr Záhrobský                  | Manuel Kramer       | Matthias Mayer                        |
| 17 febbraio 2009 | Madesimo       | Italia      | SL    | annullata                       | annullata           | annullata                             |
| 19 febbraio 2009 | Monte Pora     | Italia      | GS    | Alexander Ploner                | Stephan Görgl       | Tim Jitloff                           |
| 20 febbraio 2009 | Monte Pora     | Italia      | SL    | Giuliano Razzoli                | Cody Marshall       | Aleksandr Chorošilov Kentarō Minagawa |
| 25 febbraio 2009 | Tarvisio       | Italia      | SC    | Matteo Marsaglia                | Hagen Patscheider   | Philipp Schörghofer                   |
| 26 febbraio 2009 | Tarvisio       | Italia      | SG    | Petr Záhrobský                  | Florian Scheiber    | Stefan Thanei                         |
| 10 marzo 2009    | Crans-Montana  | Svizzera    | DH    | Marc Gisin                      | Stephan Keppler     | Tobias Stechert                       |
| 12 marzo 2009    | Crans-Montana  | Svizzera    | SG    | Petr Záhrobský                  | Florian Scheiber    | Manuel Kramer                         |
| 13 marzo 2009    | Crans-Montana  | Svizzera    | GS    | Wolfgang Hell                   | Jukka Leino         | Alexander Ploner                      |
| 14 marzo 2009    | Crans-Montana  | Svizzera    | SL    | Urs Imboden                     | Hannes Brenner      | Kilian Albrecht                       |

Legenda:

DH = discesa libera

SG = supergigante

GS = slalom gigante

SL = slalom speciale

SC = supercombinata

### Classifiche

#### Generale
| Pos. | Nome                | Nazione   | Punti |
| ---- | ------------------- | --------- | ----- |
| 1    | Florian Scheiber    | Austria   | 727   |
| 2    | Bernhard Graf       | Austria   | 678   |
| 3    | Petr Záhrobský      | Rep. Ceca | 563   |
| 4    | Philipp Schörghofer | Austria   | 528   |
| 5    | Hagen Patscheider   | Italia    | 511   |
| 6    | Patrick Küng        | Svizzera  | 483   |
| 7    | Michael Gufler      | Italia    | 471   |
| 8    | Alexander Ploner    | Italia    | 433   |
| 9    | Mattias Hargin      | Svezia    | 415   |
| 10   | Jukka Leino         | Finlandia | 395   |

#### Discesa libera
| Pos. | Nome            | Nazione  | Punti |
| ---- | --------------- | -------- | ----- |
| 1    | Patrick Küng    | Svizzera | 379   |
| 2    | Max Franz       | Austria  | 332   |
| 3    | Tobias Stechert | Germania | 270   |
| 4    | Stephan Keppler | Germania | 260   |
| 5    | Jonas Fravi     | Svizzera | 231   |

#### Supergigante
| Pos. | Nome             | Nazione   | Punti |
| ---- | ---------------- | --------- | ----- |
| 1    | Petr Záhrobský   | Rep. Ceca | 500   |
| 2    | Florian Scheiber | Austria   | 340   |
| 3    | Manuel Kramer    | Austria   | 218   |
| 4    | Bernhard Graf    | Austria   | 193   |
| 5    | Olivier Brand    | Svizzera  | 173   |

#### Slalom gigante
| Pos. | Nome                | Nazione   | Punti |
| ---- | ------------------- | --------- | ----- |
| 1    | Alexander Ploner    | Italia    | 433   |
| 2    | Philipp Schörghofer | Austria   | 411   |
| 3    | Michael Gufler      | Italia    | 343   |
| 4    | Jukka Leino         | Finlandia | 319   |
| 5    | Wolfgang Hell       | Italia    | 310   |

#### Slalom speciale
| Pos. | Nome             | Nazione  | Punti |
| ---- | ---------------- | -------- | ----- |
| 1    | Mattias Hargin   | Svezia   | 415   |
| 2    | Reinfried Herbst | Austria  | 380   |
| 3    | Urs Imboden      | Moldavia | 276   |
| 4    | Giuliano Razzoli | Italia   | 270   |
| 5    | Patrick Bechter  | Austria  | 236   |

#### Combinata
| Pos. | Nome              | Nazione  | Punti |
| ---- | ----------------- | -------- | ----- |
| 1    | Hagen Patscheider | Italia   | 160   |
| 2    | Bernhard Graf     | Austria  | 136   |
| 3    | Matteo Marsaglia  | Italia   | 109   |
| 4    | Christian Spescha | Svizzera | 100   |
| 5    | Michael Gufler    | Italia   | 68    |

## Donne

### Risultati
| Data             | Località              | Nazione    | Spec. | Prima             | Seconda                           | Terza                      |
| ---------------- | --------------------- | ---------- | ----- | ----------------- | --------------------------------- | -------------------------- |
| 5 novembre 2008  | Amnéville             | Francia    | SL    | Katharina Dürr    | Verena Höllbacher                 | Karen Persyn               |
| 7 novembre 2008  | Neuss                 | Germania   | SL    | Katharina Dürr    | Anna Fenninger Marianne Mair      |                            |
| 22 novembre 2008 | Funäsdalen            | Svezia     | GS    | Karin Hackl       | Veronica Smedh                    | Lene Løseth                |
| 22 novembre 2008 | Funäsdalen            | Svezia     | SL    | Frida Hansdotter  | Tii-Maria Romar                   | Christina Geiger           |
| 26 novembre 2008 | Trysil                | Norvegia   | GS    | Lene Løseth       | Karin Hackl                       | Carmen Thalmann            |
| 27 novembre 2008 | Trysil                | Norvegia   | SL    | Carmen Thalmann   | Marianne Mair                     | Emelie Wikström            |
| 29 novembre 2008 | Kvitfjell             | Norvegia   | SG    | Nadja Kamer       | Stefanie Moser                    | Marion Allard              |
| 30 novembre 2008 | Kvitfjell             | Norvegia   | SG    | Nicola Schmid     | Margret Altacher                  | Verena Höllbacher          |
| 8 dicembre 2008  | Claviere              | Italia     | GS    | annullata         | annullata                         | annullata                  |
| 9 dicembre 2008  | Monginevro            | Francia    | SL    | annullata         | annullata                         | annullata                  |
| 13 dicembre 2008 | Sankt Moritz          | Svizzera   | SG    | Wendy Siorpaes    | Britt Janyk                       | Dominique Gisin            |
| 14 dicembre 2008 | Sankt Moritz          | Svizzera   | SC    | Marion Pellissier | Jessica Pünchera                  | Daniela Merighetti         |
| 16 dicembre 2008 | Schruns               | Austria    | GS    | Karin Hackl       | Stefanie Köhle                    | Giulia Gianesini           |
| 17 dicembre 2008 | Schruns               | Austria    | SL    | Christina Geiger  | Hailey Duke                       | Lena Dürr                  |
| 20 dicembre 2008 | Altenmarkt-Zauchensee | Austria    | DH    | Marion Pellissier | Marion Allard                     | Clothilde Weyrich          |
| 21 dicembre 2008 | Altenmarkt-Zauchensee | Austria    | DH    | annullata         | annullata                         | annullata                  |
| 22 dicembre 2008 | Altenmarkt-Zauchensee | Austria    | SG    | annullata         | annullata                         | annullata                  |
| 6 gennaio 2009   | Lenzerheide           | Svizzera   | GS    | Karin Hackl       | Andrea Dettling                   | Carmen Thalmann            |
| 8 gennaio 2009   | Melchsee-Frutt        | Svizzera   | SL    | Hailey Duke       | Carmen Thalmann                   | Barbara Wirth              |
| 12 gennaio 2009  | Caspoggio             | Italia     | SC    | Nadja Kamer       | Margret Altacher Jessica Pünchera |                            |
| 15 gennaio 2009  | Caspoggio             | Italia     | DH    | Nadja Kamer       | Stefanie Moser                    | Marianne Abderhalden       |
| 16 gennaio 2009  | Caspoggio             | Italia     | DH    | Stefanie Moser    | Angelika Grüner Anne-Sophie Koehn |                            |
| 19 gennaio 2009  | Courchevel            | Francia    | GS    | Marion Bertrand   | Taïna Barioz                      | Agnieszka Gąsienica-Daniel |
| 20 gennaio 2009  | Courchevel            | Francia    | SL    | Rabea Grand       | Sandra Gini                       | Barbara Wirth              |
| 27 gennaio 2009  | Götschen              | Germania   | GS    | Regina Mader      | Karin Hackl                       | Stefanie Köhle             |
| 28 gennaio 2009  | Götschen              | Germania   | SL    | Anna Fenninger    | Marianne Mair                     | Therese Borssén            |
| 5 febbraio 2009  | Tarvisio              | Italia     | SG    | annullata         | annullata                         | annullata                  |
| 18 febbraio 2009 | Zakopane              | Polonia    | SL    | Denise Feierabend | Christina Geiger                  | Alexandra Daum             |
| 20 febbraio 2009 | Jasná                 | Slovacchia | GS    | Irene Curtoni     | Federica Brignone                 | Tessa Worley               |
| 24 febbraio 2009 | Tarvisio              | Italia     | SC    | Jessica Pünchera  | Karoline Trojer                   | Marianne Abderhalden       |
| 24 febbraio 2009 | Tarvisio              | Italia     | DH    | Isabelle Stiepel  | Francesca Marsaglia               | Margot Bailet              |
| 11 marzo 2009    | Crans-Montana         | Svizzera   | DH    | Stefanie Moser    | Johanna Schnarf                   | Marianne Abderhalden       |
| 12 marzo 2009    | Crans-Montana         | Svizzera   | SG    | Stefanie Moser    | Margret Altacher                  | Mariella Voglreiter        |
| 13 marzo 2009    | Crans-Montana         | Svizzera   | SL    | Rabea Grand       | Laurie Mougel                     | Irene Curtoni              |
| 14 marzo 2009    | Crans-Montana         | Svizzera   | GS    | Olivia Bertrand   | Lene Løseth                       | Ana Drev                   |

Legenda:

DH = discesa libera

SG = supergigante

GS = slalom gigante

SL = slalom speciale

SC = supercombinata

### Classifiche

#### Generale
| Pos. | Nome                 | Nazione  | Punti |
| ---- | -------------------- | -------- | ----- |
| 1    | Karin Hackl          | Austria  | 700   |
| 2    | Nadja Kamer          | Svizzera | 576   |
| 3    | Stefanie Moser       | Austria  | 563   |
| 4    | Carmen Thalmann      | Austria  | 552   |
| 5    | Margret Altacher     | Austria  | 548   |
| 6    | Karoline Trojer      | Italia   | 537   |
| 7    | Lene Løseth          | Norvegia | 479   |
| 8    | Marianne Abderhalden | Svizzera | 450   |
| 9    | Lena Dürr            | Germania | 446   |
| 10   | Marion Pellissier    | Francia  | 417   |

#### Discesa libera
| Pos. | Nome                 | Nazione  | Punti |
| ---- | -------------------- | -------- | ----- |
| 1    | Stefanie Moser       | Austria  | 338   |
| 2    | Anne-Sophie Koehn    | Svizzera | 168   |
| 3    | Marianne Abderhalden | Svizzera | 162   |
| 4    | Clothilde Weyrich    | Francia  | 158   |
| 5    | Isabelle Stiepel     | Germania | 142   |

#### Supergigante
| Pos. | Nome              | Nazione  | Punti |
| ---- | ----------------- | -------- | ----- |
| 1    | Margret Altacher  | Austria  | 219   |
| 2    | Stefanie Moser    | Austria  | 202   |
| 3    | Nadja Kamer       | Svizzera | 150   |
| 4    | Verena Höllbacher | Austria  | 137   |
| 5    | Nicola Schmid     | Germania | 132   |

#### Slalom gigante
| Pos. | Nome              | Nazione  | Punti |
| ---- | ----------------- | -------- | ----- |
| 1    | Karin Hackl       | Austria  | 496   |
| 2    | Lene Løseth       | Norvegia | 339   |
| 3    | Giulia Gianesini  | Italia   | 247   |
| 4    | Stefanie Köhle    | Austria  | 240   |
| 5    | Bernadette Schild | Austria  | 222   |

#### Slalom speciale
| Pos. | Nome              | Nazione     | Punti |
| ---- | ----------------- | ----------- | ----- |
| 1    | Marianne Mair     | Germania    | 375   |
| 2    | Christina Geiger  | Germania    | 350   |
| 3    | Denise Feierabend | Svizzera    | 269   |
| 4    | Lena Dürr         | Germania    | 264   |
| 5    | Hailey Duke       | Stati Uniti | 262   |

#### Combinata
| Pos. | Nome              | Nazione  | Punti |
| ---- | ----------------- | -------- | ----- |
| 1    | Jessica Pünchera  | Svizzera | 260   |
| 2    | Margret Altacher  | Austria  | 162   |
| 3    | Marion Pellissier | Francia  | 120   |
| 4    | Karoline Trojer   | Italia   | 106   |
| 5    | Nadja Kamer       | Svizzera | 100   |